# Hill View Heights
Hill View Heights – jednostka osadnicza w Stanach Zjednoczonych, w stanie Wyoming, w hrabstwie Weston.